# Val d’Oust
Val d’Oust község Franciaország Bretagne régiójában, Morbihan megyében. Új községként 2016. január 1-jén jött létre három korábbi község: Le Roc-Saint-André, Quily és La Chapelle-Caro egyesítésével. Lakosainak száma 2808 fő (2022. január 1.).

## Népesség
| Lakosok száma | 2652 | 2705 | 2731 | 2758 | 2782 | 2790 | 2808 |
|               | 2015 | 2017 | 2018 | 2019 | 2020 | 2021 | 2022 |